# Thuja plicata
Thuja plicata е вид растение от семейство Кипарисови (Cupressaceae). Видът е незастрашен от изчезване.

## Разпространение
Разпространен е в Канада и САЩ.